# Sylt (comune)
Sylt è un comune di 13 741 abitanti dello Schleswig-Holstein, in Germania.

Appartiene al circondario (Kreis) della Frisia Settentrionale (targa NF).

## Geografia fisica

### Suddivisione amministrativa
- Archsum
- Keitum
- Morsum
- Munkmarsch
- Rantum
- Tinnum
- Westerland